# Vlásenkářství

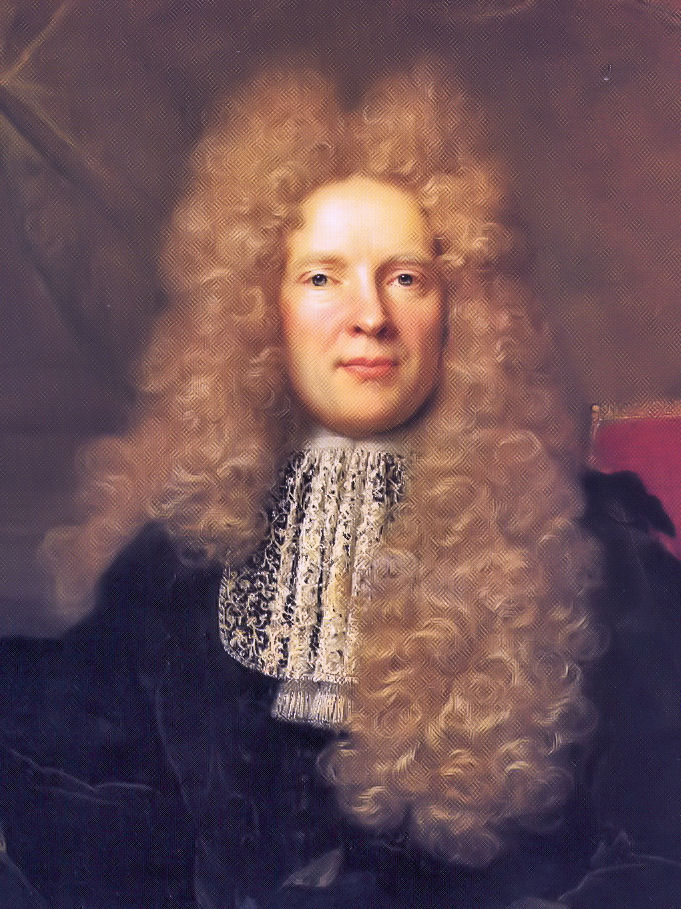
Francouzská alonžová paruka

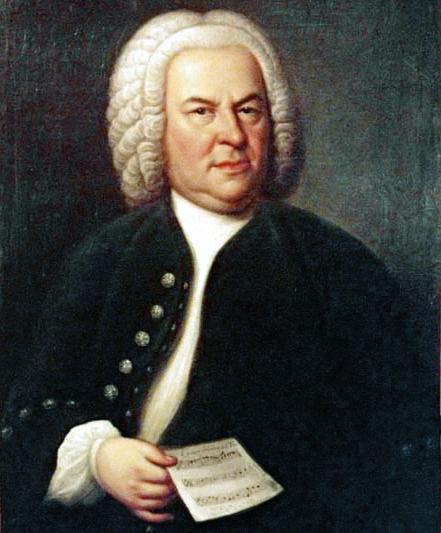
Johann Sebastian Bach v pudrované paruce

Vlásenkářství je řemeslo, které se zabývá výrobou paruk čili vlásenek, příčesků a vlasových doplňků.

## Historie
Vznik vlásenkářského oboru sahá až do starověku, do 3. tisíciletí př. n. l. Jako jedni z prvních užívali vlásenkářské výrobky staří
Egypťané. Vznešení Egypťané měli své vlastní vlásenkáře a umělé pruhy a vousy byly jakýmsi symbolem postavení ve společnosti. Stejnou oblibu a význam měl tento obor u Babyloňanů, Asyřanů, Chetitů, Féničanů a Peršanů.
S nástupem helénismu došlo k úpadku vlásenkářství, které se omezilo jen na některé výrobky. Ve středověku si vdané ženy vlasy zakrývaly, takže paruky nepotřebovaly. Teprve kolem roku 1500 začaly francouzské ženy nosit paruky a baroko přineslo nový a široký rozmach oboru. Roku 1656 vznikl v Paříži první cech vlásenkářů. Z té doby pochází obyčej soudcovských paruk a celou Evropu ovlivnila francouzská móda Ludvíka XIV., který alonžovou parukou zakrýval řídké vlasy.
Kolem roku 1700 vznikají obvykle pudrované "alonžové" paruky s vodorovně uspořádanými loknami z koňské a kozí srsti nebo z konopí. Už před Francouzskou revolucí však vyšly paruky z módy. Dnes se užívají buď jako odznak například soudcovského úřadu, ale zejména v divadle, ve filmu nebo při karnevalech. Vdané ortodoxní Židovky si mají zakrývat vlasy, proto i dnes někdy nosí paruku. Kolem roku 1960 vznikají různé módy vlasových příčesků a podobně.
V současné době jsou k sehnání i tzv. zdravotní vlásenky,které využijí hlavně lidé,trpící onemocněními způsobujícími řídnutí,či úplné vypadání vlasového porostu.V době regenerace vlasových cibulek a růstu nových vlasů tyto vlásenky díky své vzdušné vazbě nenarušují obnovující se vlastní vlas,umožňují takto postiženému jedinci překlenout dobu,po kterou je vlastní tvořící se vlasový porost ještě esteticky nevzhledný a nenositelný.